# Péninsule de Minahasa

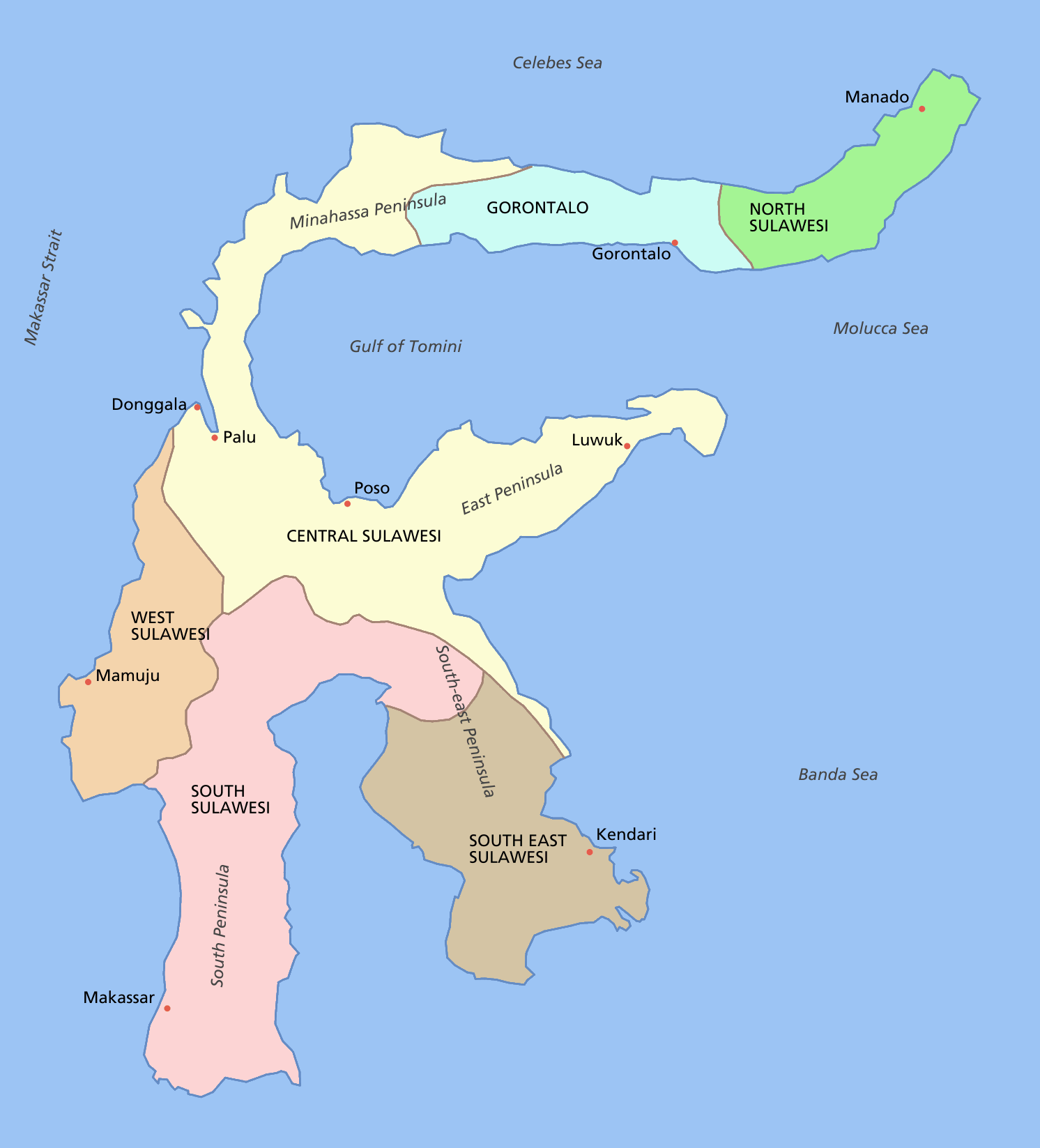
Carte de Célèbes : la péninsule de Minhahasa se trouve au nord.

La péninsule de Minahasa est la partie nord-est de l'île indonésienne de Célèbes, et la plus longue des quatre péninsules qui constituent cette île à la forme caractéristique. Elle est bordée au nord par la mer de Célèbes et au sud par le golfe de Tomini et la mer des Moluques.
Elle est nommée d'après les Minahasa, nom que se donne un ensemble de populations habitant l'extrémité orientale de la péninsule.

## Source
- www.britannica.com